# ZU-23-2

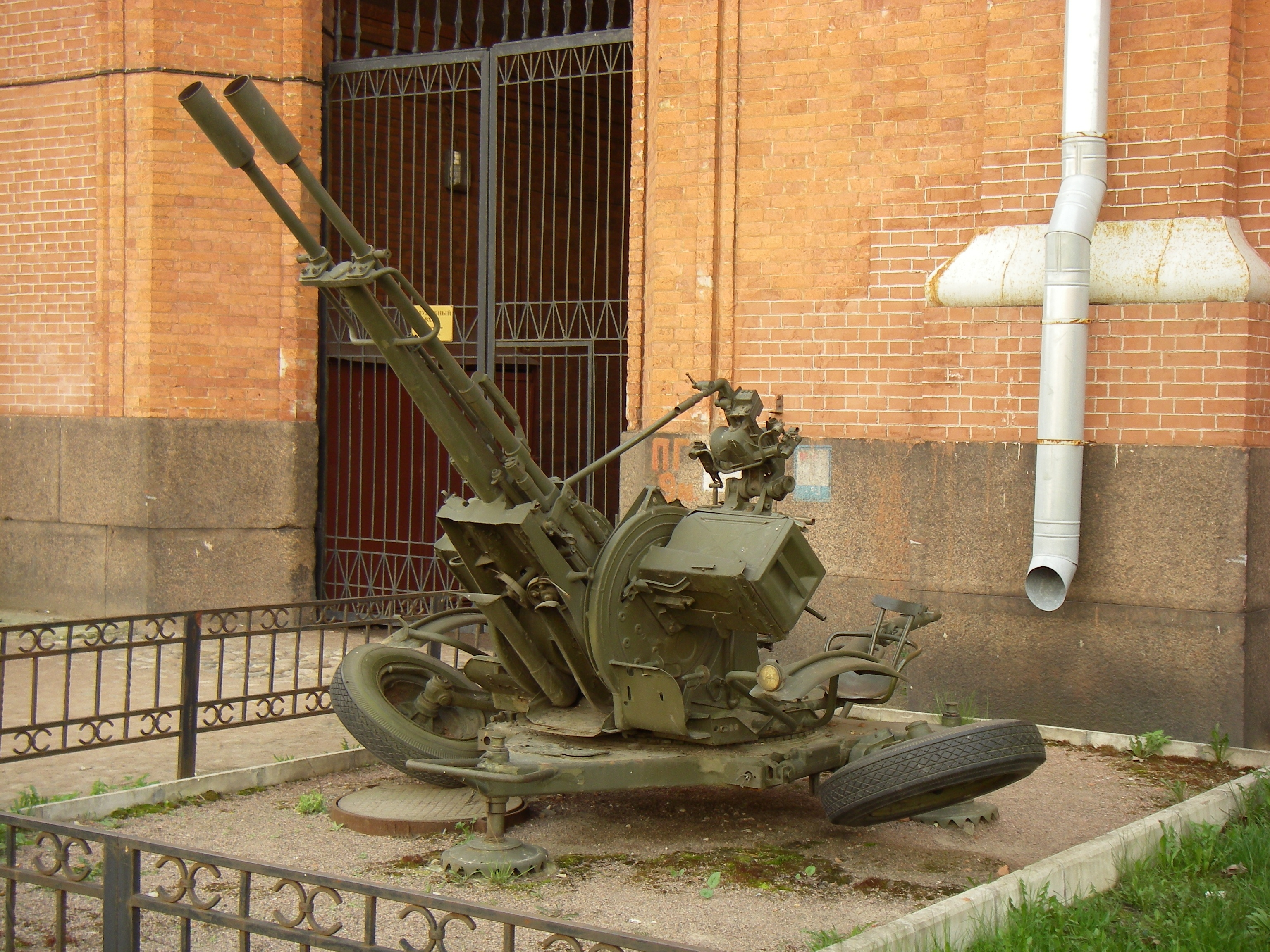
Um ZU-23-2 no museu militar de São Petersburgo, Rússia.

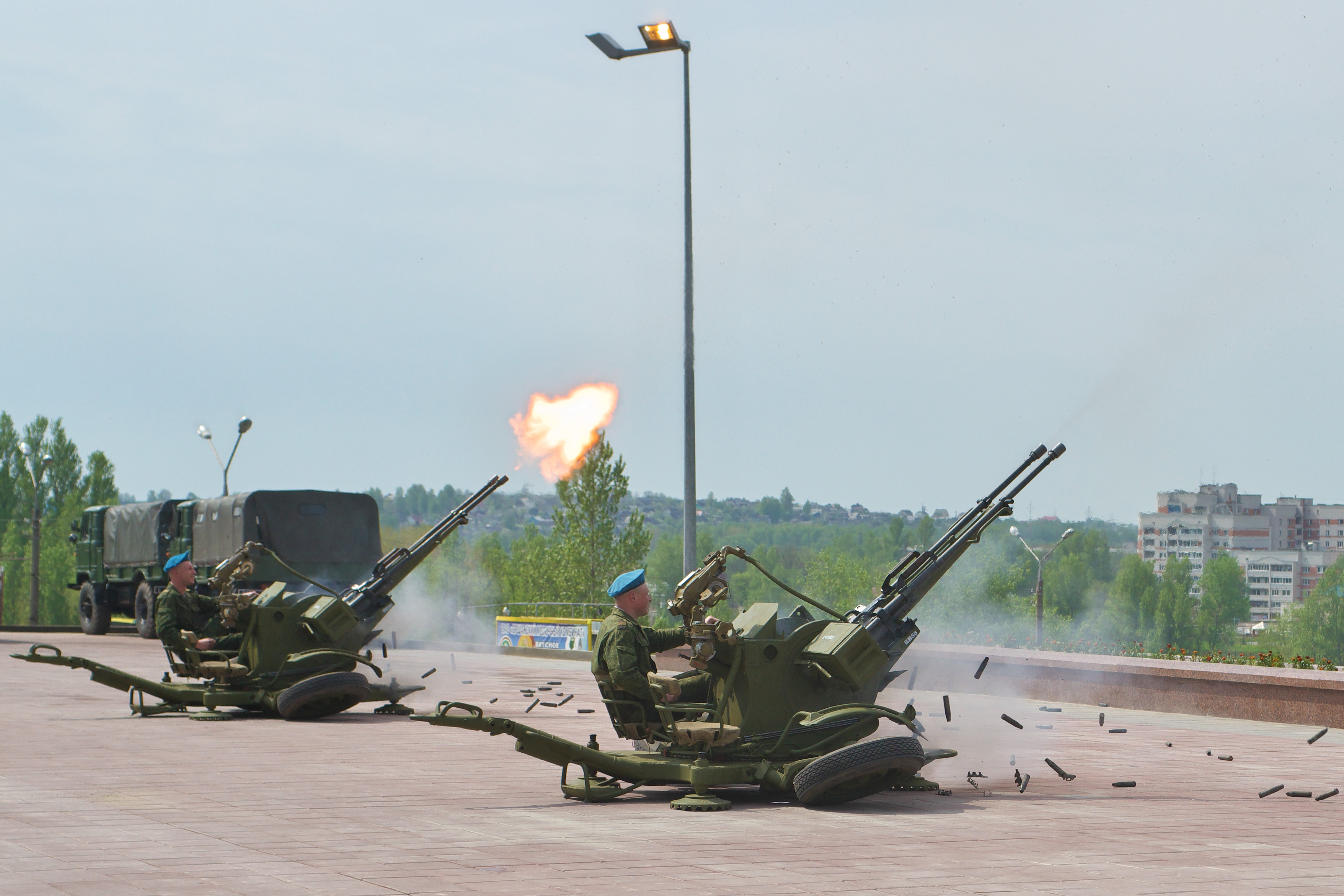
Canhões Zu-23 de Belarus sendo disparados durante um exércício de treinamento.

O ZU-23-2 "Sergey", também conhecida como ZU-23, é um canhão automático antiaéreo soviético de 23 mm. ZU significa Zenitnaya Ustanovka (Зенитная Установка) - canhão antiaéreo. Sua designação na Rússia é ЗУ-23.

## Histórico de Desenvolvimento
O ZU-23-2 foi desenvolvido no final dos anos 50 mas alcançou status operacional apenas em 1960. Fora concebido para engajar alvos que voassem em baixas altitudes até uma distância de 2,5 km, bem como enfrentar veículos levemente blindados. O Canhão fora desenvolvido para cumprir o papel na defesa direta de tropas e locais estratégicos contra ataques aéreos normalmente conduzidos por helicópteros e aviões de baixa altitude .  
Produzido principalmente na União Soviética, foram produzidas cerca de 140.000 unidades. O ZU-23 também foi produzido sob licença pela Bulgária,  Polônia, Egito  e na República Popular da China. 
O desenvolvimento desta arma em uma plataforma de arma automotora antiaérea levou ao desenvolvimento do veículo ZSU-23-4 Shilka.

## Descrição
O ZU-23-2 é armado com dois canhões 2A14 de 23 mm presos em um reboque pequeno que pode ser convertido em um suporte estático para disparar a arma em cima de plataformas fixas. Enquanto na posição de tiro as rodas são deitadas para baixo e o conjunto do reboque é rebaixado ao nível do solo para um melhor equilíbrio. O canhão pode ser preparado para disparar em 30 segundos e em caso de emergência pode ser disparado a partir da posição de viagem. Cada um dos canos de 23 mm é equipado com um supressor de flash para evitar detecção. Na atualização ZU-23M a peça recebeu um Telêmetro a laser para melhorar a precisão dos disparos.

## Histórico Operacional

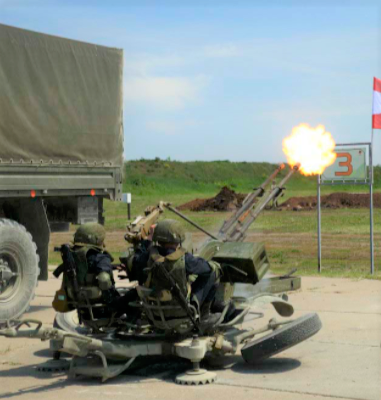
Uma salva do canhão antiaéreo ZU-23

Em 1965, a União Soviética começou a abastecer a República Democrática do Vietnã com grandes remessas de armas.  O 23mm ZU-23-2 foi, juntamente com o 37 mm M1939 , a base das defesas antiaéreas do Vietnã durante a Guerra do Vietnã. Dado que 83% das perdas da USAF vieram de fogo no solo, o ZU-23 foi provavelmente responsável por derrubar centenas de aeronaves. 
Durante a guerra soviética-afegã, as forças soviéticas colocaram inúmeros ZU-23-2 para garantir a defesa aérea da área de ocupação e usado como suporte de fogo, tendo perdido várias peças para as forças afegãs. Na Guerra do Afeganistão posterior, os beligerantes, incluindo o Taliban e a Aliança do Norte, usaram vários ZU-23-2 capturados como suas armas principais de defesa antiaérea.
A arma também fora utilizada durante a Invasão a Granada pelas tropas de defesa de Granada, tendo um papel em defender o território contra as forças aerotransportadas dos Estados Unidos.

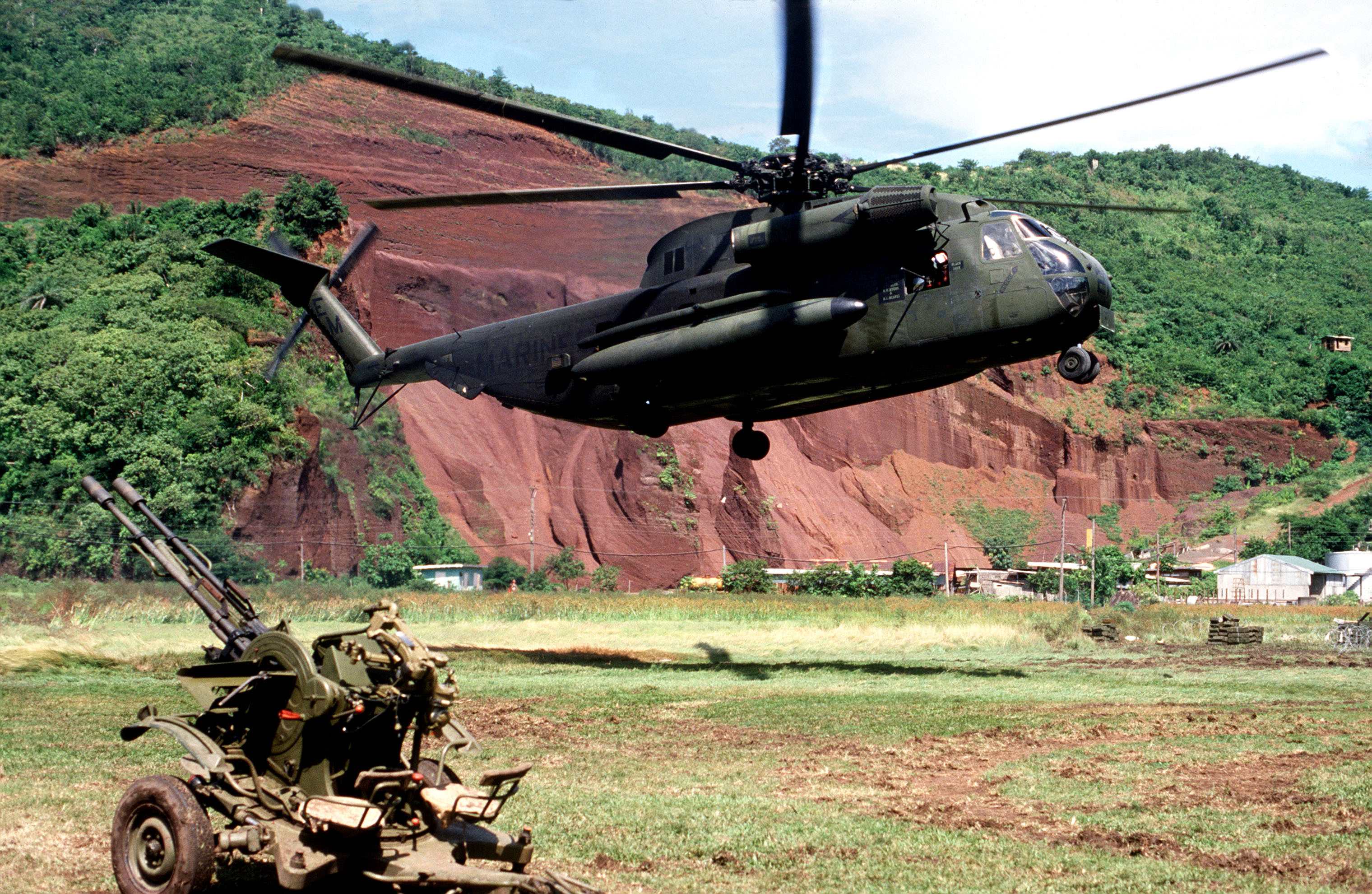
Um helicóptero americano CH-53D pousando ao lado de uma metralhadora ZU-23-2 abandonada pelos granadinos.

Mesmo sendo atualmente um tanto obsoleta esta arma teve uso generalizado por ambos os lados na Guerra Civil da Líbia, muitas vezes montado em caminhões ou em outros carros.  A arma também esta sendo usada pesadamente na Guerra Civil Síria sendo que vários vídeos no YouTube retratam a arma presa a caminhonetes e demostrando uso ostensivo principalmente contra os helicópteros do Governo Sírio.